# Wallacispa tibialis
Wallacispa tibialis es una especie de insecto coleóptero de la familia Chrysomelidae. Fue descrita científicamente en 1931 por Uhmann.